# Шамбле
Шамбле́ (фр. Chamblet) — коммуна во Франции, находится в регионе Овернь. Департамент коммуны — Алье. Входит в состав кантона Восточный Монлюсон. Округ коммуны — Монлюсон.
Код INSEE коммуны — 03052.

## Население
Население коммуны на 2008 год составляло 1066 человек.
| 1962 | 1968 | 1975 | 1982 | 1990 | 1999 | 2008 |
| ---- | ---- | ---- | ---- | ---- | ---- | ---- |
| 792  | 855  | 807  | 932  | 1046 | 941  | 1066 |

## Экономика
В 2007 году среди 685 человек в трудоспособном возрасте (15—64 лет) 494 были экономически активными, 191 — неактивными (показатель активности — 72,1 %, в 1999 году было 70,4 %). Из 494 активных работали 451 человек (241 мужчина и 210 женщин), безработных было 43 (20 мужчин и 23 женщины). Среди 191 неактивной 33 человека были учениками или студентами, 85 — пенсионерами, 73 были неактивными по другим причинам.

## Достопримечательности
- Замок Шамбле
- Церковь Сен-Морис (XIX век)